# Municipio de Ohio (condado de Clermont)
El municipio de Ohio (en inglés: Ohio Township) es un municipio ubicado en el condado de Clermont en el estado estadounidense de Ohio. En el año 2010 tenía una población de 5192 habitantes y una densidad poblacional de 145,57 personas por km².

## Geografía
El municipio de Ohio se encuentra ubicado en las coordenadas 38°58′4″N 84°15′11″O / 38.96778, -84.25306. Según la Oficina del Censo de los Estados Unidos, el municipio tiene una superficie total de 35.67 km², de la cual 34.79 km² corresponden a tierra firme y (2.46%) 0.88 km² es agua.

## Demografía
Según el censo de 2010, había 5192 personas residiendo en el municipio de Ohio. La densidad de población era de 145,57 hab./km². De los 5192 habitantes, el municipio de Ohio estaba compuesto por el 96.4% blancos, el 1.06% eran afroamericanos, el 0.29% eran amerindios, el 0.39% eran asiáticos, el 0.1% eran isleños del Pacífico, el 0.58% eran de otras razas y el 1.19% pertenecían a dos o más razas. Del total de la población el 1.41% eran hispanos o latinos de cualquier raza.